# Titularbistum Lambaesis
Lambaesis (ital.: Lambaesis) ist ein Titularbistum der römisch-katholischen Kirche.
Das römische Lambaesis in Algerien war ein alter römischer Bischofssitz, der im 7. Jahrhundert mit der islamischen Expansion unterging. Er lag in der römischen Provinz Numidien.
| Titularbischöfe von Lambaesis |                                               |                                                                 |                    |                    |
| Nr.                           | Name                                          | Amt                                                             | von                | bis                |
| 1                             | Jan Dembowski                                 | Weihbischof in Włocławek (Polen-Litauen)                        | 24. September 1759 | 1790               |
| 2                             | Hieronim Stojnowski (Hieronim Stroynowski)    | Koadjutorbischof von Łuck und Schytomyr (Ukraine)               | 20. August 1804    | 26. September 1814 |
| 3                             | Mateo José González Rubio                     | Weihbischof in Popayán (Kolumbien)                              | 1. Februar 1836    | 15. Juni 1845      |
| 4                             | Eduardo Vásquez OP                            | Apostolischer Vikar von Panama (Panama)                         | 20. Dezember 1853  | 17. August 1855    |
| 5                             | Thomas O’Callaghan OP (Alphonsus O’Callaghan) | Koadjutorbischof von Cork (Großbritannien)                      | 13. Juni 1884      | 14. November 1886  |
| 6                             | Jean-Marie-Michel Blois MEP                   | Apostolischer Vikar von Süd-Mandschurei (China)                 | 29. Dezember 1921  | 11. April 1946     |
| 7                             | James Moynagh SPS                             | Apostolischer Vikar von Calabar (Nigeria)                       | 12. Juni 1947      | 18. April 1950     |
| 8                             | Vincenzo Maria Jacono                         | Weihbischof in Agrigent Koadjutorbischof von Nicastro (Italien) | 8. September 1950  | 2. Februar 1955    |
| 9                             | Thomas Edward Gill                            | Weihbischof in Seattle (USA)                                    | 11. April 1956     | 11. November 1973  |
| 10                            | John Stephen Cummins                          | Weihbischof in Sacramento (USA)                                 | 26. Februar 1974   | 3. Mai 1977        |
| 11                            | John Joseph Paul                              | Weihbischof in La Crosse (USA)                                  | 17. Mai 1977       | 14. Oktober 1983   |
| 12                            | Marian Jaworski                               | Apostolischer Administrator von Lemberg (Ukraine)               | 21. Mai 1984       | 16. Januar 1991    |
| 13                            | Michel Pierre Marie Mouïsse                   | Weihbischof in Grenoble (Frankreich)                            | 10. März 2000      | 5. März 2004       |
| 14                            | Carlo Roberto Maria Redaelli                  | Weihbischof in Mailand (Italien)                                | 8. April 2004      | 28. Juni 2012      |
| 15                            | David P. Talley                               | Weihbischof in Atlanta (USA)                                    | 3. Januar 2013     | 21. September 2016 |
| 16                            | Marc Pelchat                                  | Weihbischof in Québec (Kanada)                                  | 25. Oktober 2016   |                    |